# Rage (відеогра)
Rage (укр. лють, гнів) — відеогра, що являє собою мікс шутера від першої особи та гонок з елементами рольової гри. Гра була розроблена американською компанією id Software та видана Bethesda Softworks 4 жовтня 2011 року. Rage побудована на новому ігровому рушії від id Software — id Tech 5.

## Анонс та історія розробки
Гра була анонсована 3 серпня 2007 року на QuakeCon 2007. У той же самий день був випущений перший трейлер гри, який був опублікований на сайті GameTrailers.
Звіти вказують, що id Software хоче розробляти гру з рейтингом «T-for-Teen». Для консолі Xbox 360 гра буде поставлятися на двох дисках.
24 червня 2009 році було анонсовано про те, що компанія ZeniMax Media, яка є батьківського компанією Bethesda Softworks, завершила придбання id Software. Згідно з угодою, Bethesda Softworks буде видавати всі ігри id Software за винятком тих, які вже мають угоду на видання з іншими компаніями. Наступного дня, 25 червня, Electronic Arts офіційно підтвердила інформацію про те, що саме вона, а не Bethesda Softworks, буде видавати Rage. «Угода про видання гри Rage, які було підписано Electronic Arts і id Software, продовжує діяти», — заявив прес-аташе EA.
5 листопада 2009 році блог Variety поспілкувався з Джоном Кармаком, і на питання про те, чи буде в грі можливість створити виділений сервер для мультиплеєра, Кармак відповів: «Ні. Це ще не висічена в камені, але зараз ми не думаємо робити виділений сервер».
У листопаді 2009 року творчий директор id Software Тім Уїллітс (англ. Tim Willits) в інтерв'ю «Total PC Gaming» повідомив деякі нові подробиці про Rage, зокрема, про зброю, рольової складової та ігровий економіці.
15 грудня 2009 року компанія ZeniMax Media опублікувала офіційний прес-реліз, в якому повідомила, що вона придбала видавничі права на «Rage» в компанії Electronic Arts. Після цієї події «Rage» буде видаватися компанією Bethesda Softworks, яка є філією ZeniMax Media, як і id Software. Electronic Arts більше не бере участі в розробці «Rage», не володіє цією інтелектуальною власністю, не буде його видавцем або дистриб'ютором.
У серпні 2010 року провідний дизайнер студії на QuakeCon2010 озвучив точну дату виходу гри. У Північній Америці гра вийде 13 вересня 2011, а в Європі 15 вересня 2011.
Як відомо з доступної інформації, дія гри розгортається в постапокаліптичному світі, який схожий на світ, показаний у кінотрилогії «Божевільний Макс», а також в іграх Fallout і Borderlands. У інтерв'ю з GameSpot геймдизайнер Тім Віллітс повідомив, що дія гри відбувається в найближчому майбутньому, в якому відбулося зіткнення Землі з кометою. Вплив на гоночний геймплей надали такі ігри, як MotorStorm та Burnout, повідомив сайту Shacknews в іншому інтерв'ю Віллітс.
У грі буде великий вибір вогнепальної зброї, причому будуть присутні як класичні зразки з ігор id Software, так і зовсім нові й унікальні види, характерні для цього сетингу. Зброю можна буде вдосконалити різними опціональними пристосуваннями. Крім того, для деяких видів зброї будуть доступні різні типи боєприпасів.
В «Rage» буде присутня ігрова економіка, гравці зможуть витрачати зароблені в боях та гонках ігрові гроші. За них можна буде купувати нову зброю, посилену броню і так далі. " Гравець буде мати можливість модифікувати (змінювати, покращувати) свої машини за гроші, які він заробить. id Software заявляє, що «Rage» — їх перша гра, в якій вони прагнуть відмовитися від лінійних коридорів і слідувати за стилем ігор BioShock та Crysis.

## Синопсис

### Сюжет
Коли людство опинилося перед загрозою знищення від зіткнення Землі з гігантським астероїдом, лідери всіх націй прийняли рішення створити спеціальні ковчеги, в яких обрані знайшли б притулок над поверхнею планети… Саме вони повинні відродити життя на Землі після того, як мине небезпека. Головний герой потрапив у число тих, хто вижив… та не всі цьому раді….